# 132524 APL
132524 APL este un asteroid din centura principală, descoperit pe 9 mai 2002, de LINEAR.